# 대취협
대취협(大醉俠: Come Drink With Me, Big Drunk Hero)은 홍콩에서 제작된 호금전 감독의 1966년 영화이다. 정패패 등이 주연으로 출연하였고 런 런 쇼 등이 제작에 참여하였다.
대한민국은 「방랑의 결투」 제목으로 1967년 3월 10일 파라마운트극장에서 수입 개봉했으며, 홍콩 여행을 경품으로 내걸었다.

## 출연

### 주연
- 정패패
- 악화

### 조연
- 성룡